# Pheidole longula
Pheidole longula är en myrart som beskrevs av Carlo Emery 1895. Pheidole longula ingår i släktet Pheidole och familjen myror. Inga underarter finns listade i Catalogue of Life.